# Iwan Boboszko
Iwan Pawłowycz Boboszko, ukr. Іван Павлович Бобошко, ros. Иван Павлович Бобошко, Iwan Pawłowicz Boboszko (ur. 9 lipca 1930 w Krzywym Rogu, Ukraińska SRR, zm. 3 grudnia 2012 w Doniecku) – ukraiński piłkarz, grający na pozycji napastnika, trener piłkarski.

## Kariera piłkarska

### Kariera klubowa
W 1949 rozpoczął karierę piłkarską w Metałurhu Dniepropetrowsk, skąd w następnym roku przeszedł do Łokomotywu Charków. W 1952 przeniósł się do Szachtara Donieck, w którym występował przez 9 lat do zakończenia kariery piłkarskiej. Łącznie strzelił 39 goli w rozgrywkach mistrzostw i Pucharu ZSRR.

## Kariera trenerska
Po zakończeniu kariery zawodniczej rozpoczął karierę trenerską. Najpierw pomagał trenować Szachtar Donieck. W 1969 samodzielnie prowadził Azoweć Żdanow. Potem pracował na stanowisku dyrektora w klubach Szachtar Donieck i Metałurh Żdanow. Ostatnim miejscem pracy była Szkoła Piłkarska Szachtara Donieck. 3 grudnia 2012 zmarł w Doniecku.

## Sukcesy i odznaczenia

### Sukcesy klubowe
- mistrz Pierwszej ligi ZSRR: 1954

### Odznaczenia
- tytuł Mistrza Sportu ZSRR: 1963
- tytuł Zasłużonego Trenera Sportu Ukraińskiej SRR: 1970
- Order „Za zasługi” III klasy: 2011[3]